# Хорєв Юрій Михайлович
Хорєв Юрій Михайлович — український кінооператор.

## Життєпис
Народився 17 серпня 1956 р. у м. Сімферополі. 
Закінчив Київський державний інститут театрального мистецтва ім. І. Карпенка-Карого (1987). 
Працює на студії «Укртелефільм».
Член Національної спілки кінематографістів України.

## Фільмографія
Зняв фільми:
- «Гори димлять» (1989, 2-й оператор у співавт.)
- «Роксолана» (1996—2003, т/с, 2-й оператор у співавт.)
- Фатальні діаманти

Оператор-постановник:
- «По-модньому» (1992, оператор-постановник)[1]
- «Заповіт Беретті» (1993, у співавт.)
- «Посмішка звіра» (1997, у співавт.)
- «П'ять хвилин до метро» (2006, т/с, у співавт.)
- «Сусіди» (2010, т/с, у співавт.) та ін.
- «Над шатрами місяць, як серга»[2]